# Conducteur (physique)
Pour les articles homonymes, voir Conducteur.
 (janvier 2013).
Si vous disposez d'ouvrages ou d'articles de référence ou si vous connaissez des sites web de qualité traitant du thème abordé ici, merci de compléter l'article en donnant les références utiles à sa vérifiabilité et en les liant à la section « Notes et références ».

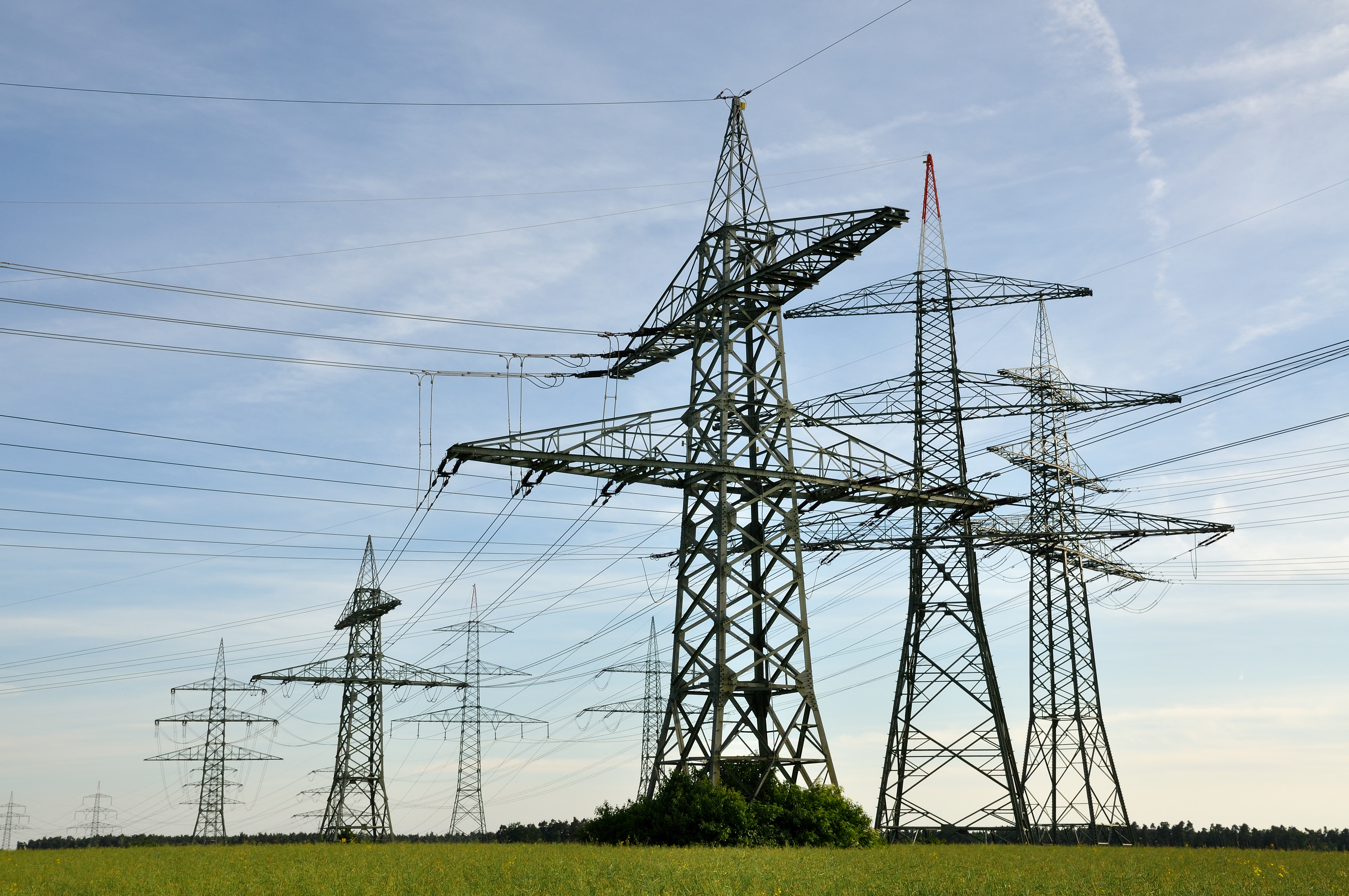
Exemple de conducteurs électriques : des lignes électriques à haute tension.

En physique, un conducteur est un matériau permettant des échanges d'énergie entre deux systèmes, par opposition à un isolant. On distingue les conducteurs électriques, les conducteurs thermiques et les conducteurs optiques.

## Domaines

### Électricité
En électricité, un conducteur est un matériau qui contient des porteurs de charge électrique pouvant se déplacer facilement.
Lorsque ce conducteur n'est soumis à aucun champ électrique ou, plus généralement, dans la situation décrite par la théorie de l'électrostatique, les porteurs de charge sont animés d'un mouvement aléatoire, ce qui fait qu'on n'observe aucun mouvement global d'électron ; il n'y a donc aucun courant électrique, on dit que le conducteur est en équilibre électrostatique.
Lorsqu'on lui applique un champ électrique, le mouvement des porteurs de charges devient globalement ordonné, ce qui fait qu'on observe un courant électrique.
Par extension, un conducteur est un composant électrique ou électronique de faible résistance, servant à véhiculer le courant d'un point à un autre.
On parle aussi de conducteur pour désigner les objets suivants : fil électrique, câble, piste, barre, strap, cordon, etc..

#### Matériaux
Parmi les matériaux conducteurs, on peut citer les métaux, les électrolytes (ou solutions ioniques) et les plasmas. Certains solides non métalliques, tels que le graphite, sont également conducteurs. Cependant :
- le conducteur parfait n'existant pas, on utilise des conducteurs ohmiques, dont les meilleurs sont l'argent, le cuivre, l'or et l'aluminium ;
- les semi-conducteurs sont des cas particuliers : leur conductivité dépend de conditions physique externes (électricité, lumière, champ magnétique, etc.) ;
- les supraconducteurs voient leur résistance ohmique devenir strictement nulle dans certaines conditions.

### Thermique
Un conducteur thermique est un matériau ayant une conductivité thermique élevée. Il peut être utilisé pour :
- conduire la chaleur. Dans cette fonction un conducteur, souvent un fluide (liquide ou gaz)), est dénommé caloporteur  ;
- évacuer ou disperser la chaleur, notamment dans les radiateurs :
  - soit pour évacuer cette dernière généralement dans l'atmosphère, afin d'éviter l'échauffement excessif d'un système, tel qu'un moteur à explosion,
  - soit pour chauffer l'air d'un bâtiment (confort domestique) ou un produit (processus industriel).

Les meilleurs conducteurs thermiques sont les métaux et certains fluides.

### Relation entre les conductions thermique et électrique
Un bon conducteur électrique est souvent également un bon conducteur thermique (cas des métaux), et un bon isolant électrique est également souvent un bon isolant thermique.
Ceci vient du fait que les deux phénomènes font intervenir les phonons, les « paquets d'onde » de vibration du matériau. Pour simplifier, disons que les atomes du matériau vibrent entre eux, et que ces vibrations sont concentrées en paquets, comme des grumeaux qui se déplacent.
Le phénomène de résistance électrique est dû au freinage des électrons par les phonons. Le phénomène de conduction thermique consiste en la création de phonons et en leur déplacement, puisque la température d'un solide représente son énergie de vibration.
Il est donc logique que les deux soient liés.
Cependant on observe que le diamant, qui est un isolant électrique, est aussi un bon conducteur thermique. Ceci s'explique par le fait que la conductivité thermique est dictée par une série d'interactions entre d'une part les interactions électrons-phonons dans le cas des conducteurs électriques mais également les interactions phonons-phonons. Le diamant conduit bien la chaleur parce que ses éléments constitutifs (le carbone) sont des atomes très légers et, qui de par leurs fortes interactions, transmettent bien les vibrations à travers tout le réseau.

### Lumière
Une fibre optique est un fil en verre ou en plastique très fin qui a la propriété d'être un bon conducteur de la lumière et qui sert dans la transmission de données à longue distance. 